# Square des Émailleurs
Le square des Émailleurs est une place publique située dans la ville française de Limoges (Haute-Vienne). Il est occupé en son centre par un espace vert.
Le square des Émailleurs se situe au cœur du quartier du même nom, situé au sud-ouest du centre-ville.

## Histoire
Le square est initialement privé. Il est aménagé en même temps que ce secteur est loti à l'initiative de l'émailleur, mécène et entrepreneur Ernest Ruben, à partir des années 1860, qui en fait don à la ville il est nommé square des émailleurs en hommage à l'art de Émail de Limoges,.
Durement éprouvé par la tempête Martin en décembre 1999, le square est ensuite réaménagé et planté de nouveaux arbres. Des terrains sportifs et une fontaine monumentale y sont également installés.